# 峨眉四照花
峨眉四照花（学名：Cornus capitata var. emeiensis）是山茱萸科山茱萸属头状四照花的变种。分布在中国大陆的四川等地，生长于海拔1,000米至1,400米的地区，一般生于森林中，目前尚未由人工引种栽培。